# Otto Fennel
Otto Fennel (1826 – 1891) byl německý výrobce geodetických přístrojů, který sídlil v Kasselu. Dílna byla založena v roce 1851. Po smrti zakladatele pokračovali jeho synové Adolf a Otto ve výrobě pod názvem Otto Fennel Söhne.

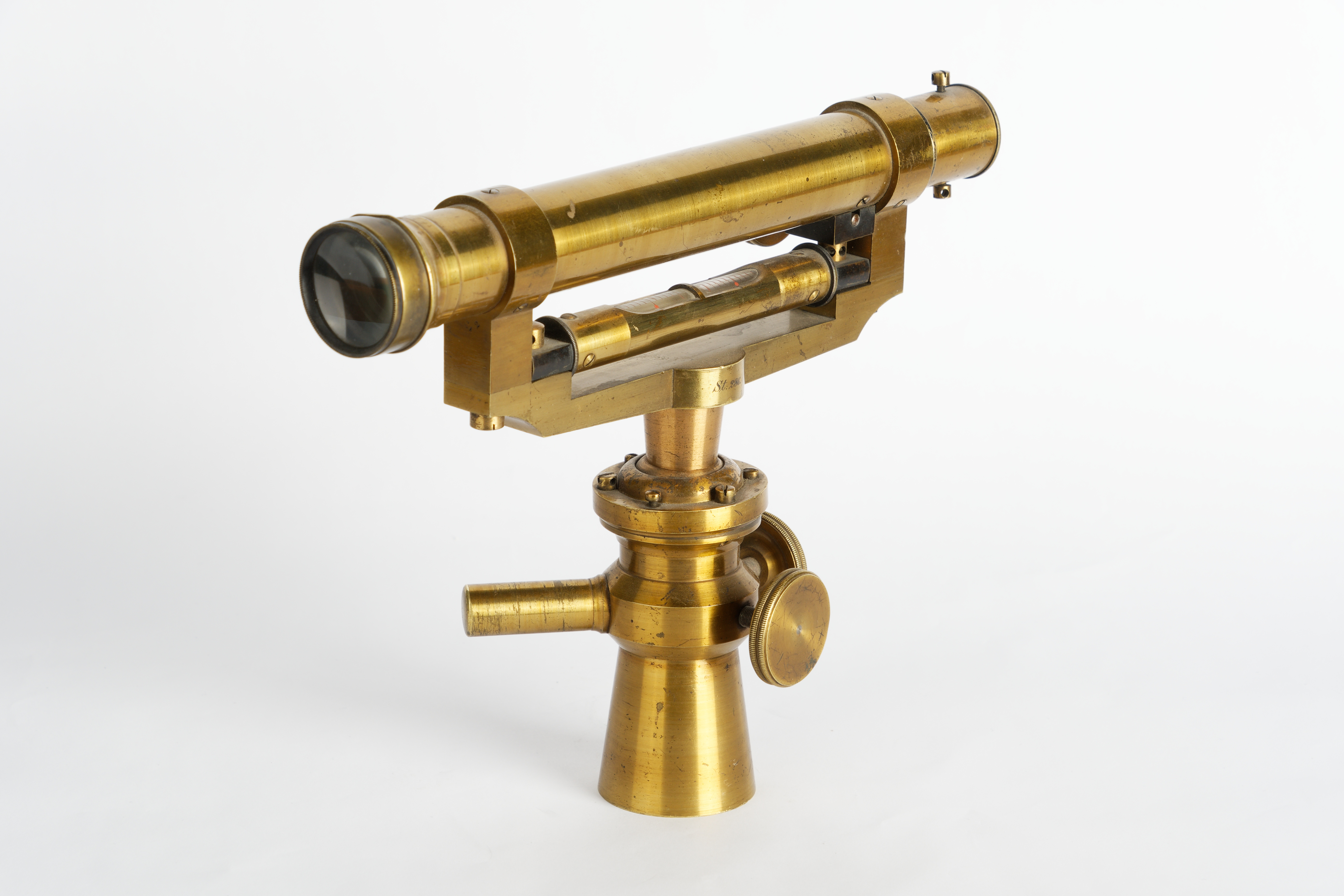
Nivelační přístroj